# National Football League 1949
La stagione NFL 1949 fu la 30ª stagione sportiva della National Football League, la massima lega professionistica statunitense di football americano. La stagione iniziò il 22 settembre 1949 e si concluse con la finale del campionato che si disputò il 18 dicembre 1949 al Memorial Coliseum di Los Angeles, in California che vide la vittoria dei Philadelphia Eagles sui Los Angeles Rams per 14 a 0.
Prima dell'inizio della stagione, il proprietario dei Boston Yanks Ted Collins, in seguito a problemi finanziari, chiese ed ottenne dalla lega di poter formalmente sciogliere la squadra per poterla rifondare a New York col nome di New York Bulldogs.

## Modifiche alle regole
- Venne istituita in via provvisoria la possibilità di effettuare liberamente sostituzioni. Tale regola, introdotta nel 1943 in seguito alla riduzione dei roster a causa della seconda guerra mondiale, era stata abolita nel 1946. La regola venne poi definitivamente adottata l'anno seguente con la fusione della NFL con la All-America Football Conference e diede il via alla specializzazione dei ruoli in campo.

## Stagione regolare
La stagione regolare si svolse in 12 giornate, iniziò il 22 settembre e terminò l'11 dicembre 1949.

### Risultati della stagione regolare
- V = Vittorie, S = Sconfitte, P = Pareggi, PCT = Percentuale di vittorie, PF = Punti Fatti, PS = Punti Subiti
- Nota: nelle stagioni precedenti al 1972 i pareggi non venivano conteggiati nel calcolo della percentuale di vittorie.

| Eastern Division    |    |    |   |     |     |     |
| Squadra             | V  | S  | P | PCT | PF  | PS  |
| Philadelphia Eagles | 11 | 1  | 0 | 917 | 364 | 134 |
| Pittsburgh Steelers | 6  | 5  | 1 | 545 | 224 | 214 |
| New York Giants     | 6  | 6  | 0 | 500 | 287 | 298 |
| Washington Redskins | 4  | 7  | 1 | 364 | 268 | 339 |
| New York Bulldogs   | 1  | 10 | 1 | 91  | 153 | 368 |

| Western Division  |   |    |   |     |     |     |
| Squadra           | V | S  | P | PCT | PF  | PS  |
| Los Angeles Rams  | 8 | 2  | 2 | 800 | 360 | 239 |
| Chicago Bears     | 9 | 3  | 0 | 750 | 332 | 218 |
| Chicago Cardinals | 6 | 5  | 1 | 545 | 360 | 301 |
| Detroit Lions     | 4 | 8  | 0 | 333 | 237 | 259 |
| Green Bay Packers | 2 | 10 | 0 | 167 | 114 | 329 |

## La finale
La finale del campionato si disputò il 18 dicembre 1949 al Los Angeles Memorial Coliseum e vide la vittoria dei Philadelphia Eagles sui Los Angeles Rams per 14 a 0.

## Vincitore
| Vincitori del campionato NFL 1949 Philadelphia Eagles 2º titolo |